# 库诺祖尔
库诺祖尔（法語：Counozouls）是法国奥德省的一个市镇，属于利穆区（Limoux）阿克萨县（Axat）。该市镇2009年时的人口为48人。

## 人口
库诺祖尔人口变化图示
| 数据来源：INSEE |